# 2613 Plzeň
2613 Plzeň eller 1979 QE är en asteroid i huvudbältet som upptäcktes den 30 augusti 1979 av den slovakiske astronomen L. Brožek vid Kleť-observatoriet. Den har fått sitt namn efter den tjeckiska staden Plzeň.
Asteroiden har en diameter på ungefär 28 kilometer.